# Euphaedra somptuosa
Euphaedra somptuosa är en fjärilsart som beskrevs av Jacques Hecq 1974. Euphaedra somptuosa ingår i släktet Euphaedra och familjen praktfjärilar. Inga underarter finns listade i Catalogue of Life.